# Heterophaea barbata
Heterophaea barbata är en trollsländeart som först beskrevs av Martin 1902.  Heterophaea barbata ingår i släktet Heterophaea och familjen Euphaeidae. Inga underarter finns listade i Catalogue of Life.